# Teofania (Miskina)
Teofania, imię świeckie Olga Dmitrijewna Miskina (ur. 2 lipca 1965) – rosyjska mniszka prawosławna, od 1995 przełożona stauropigialnego monasteru Opieki Matki Bożej w Moskwie.

## Życiorys
Pochodzi z głęboko wierzącej rodziny prawosławnej; z ośmiorga jej rodzeństwa troje wstąpiło do monasterów, a jeden z braci został białym duchownym. Od jedenastego roku życia mieszkała razem z rodziną we wsi Strunino i regularnie uczęszczała na nabożeństwa do ławry Troicko-Siergijewskiej. Po ukończeniu szkoły podstawowej ukończyła wieczorowe kursy szycia, następnie technikum w Aleksandrowie, równocześnie przygotowując się w ławrze Troicko-Siergijewskiej do pracy regentki chóru cerkiewnego. Pracowała w fabrykach w Aleksandrowie i w Zagorsku.
W 1987 wstąpiła jako posłusznica do monasteru Trójcy Świętej w Korcu. Pracowała tam w gospodarstwie i ogrodzie oraz przy szyciu szat biskupich. Po roku została skierowana do Moskwy, by pomagać w kancelarii patriarchy moskiewskiego i całej Rusi podczas przygotowań do uroczystości tysiąclecia chrztu Rusi. Posłusznica Olga wykonywała w kancelarii obowiązki ekonomki, zajmowała się zaopatrzeniem i szyciem szat duchownych. Nie wróciła już do monasteru w Korcu; w 1990 została postrzyżona w riasofor, zachowując dotychczasowe imię. W latach 1992–1995 żyła w odnowionym monasterze Trójcy Świętej i św. Serafina z Sarowa w Diwiejewie. W 1995 patriarcha moskiewski i całej Rusi Aleksy II mianował ją przełożoną kolejnego reaktywowanego klasztoru żeńskiego – monasteru Opieki Matki Bożej w Moskwie. 14 kwietnia tego samego roku została postrzyżona na mniszkę, przyjmując imię zakonne Teofania na cześć świętej Teofanii (Teofano), żony Leona VI Filozofa. W 1998 otrzymała godność ihumeni.
Odznaczona medalem św. Daniela Moskiewskiego (1990), krzyżem napierśnym (1996), krzyżem z ozdobami (2003), orderem św. Marka (2012), orderem św. Olgi II stopnia (2015).